# Mikromusic w Eterze
Mikromusic w Eterze – czwarty (w tym pierwszy koncertowy), dwupłytowy album polskiej grupy muzycznej Mikromusic. Wydawnictwo ukazało się 24 kwietnia 2012 r.
Album został nagrany 22 maja 2011 r. w klubie "Eter" we Wrocławiu. Składa się z płyty audio oraz wideo.

## Lista utworów[1]
| CD ("w głośniku") 1. Maliny 2. Tam nie ma mnie 3. Dobrze jest 4. Moje mieszkanie 5. Jesień 6. Oczko 7. Porzeczki 8. Oddychaj 9. Burzowa 10. Chmurka 11. Kardamon i pieprz |  | DVD ("w obrazku") 1. Maliny 2. Tam nie ma mnie 3. Dobrze jest 4. Moje mieszkanie 5. Jesień 6. Manna 7. Oczko 8. Słowa 9. Porzeczki 10. Szkodnik 11. Burzowa 12. Por fim 13. Do kieszeni 14. Chmurka 15. Kardamon i pieprz |